# Erhardstraße 21 (Bad Kissingen)

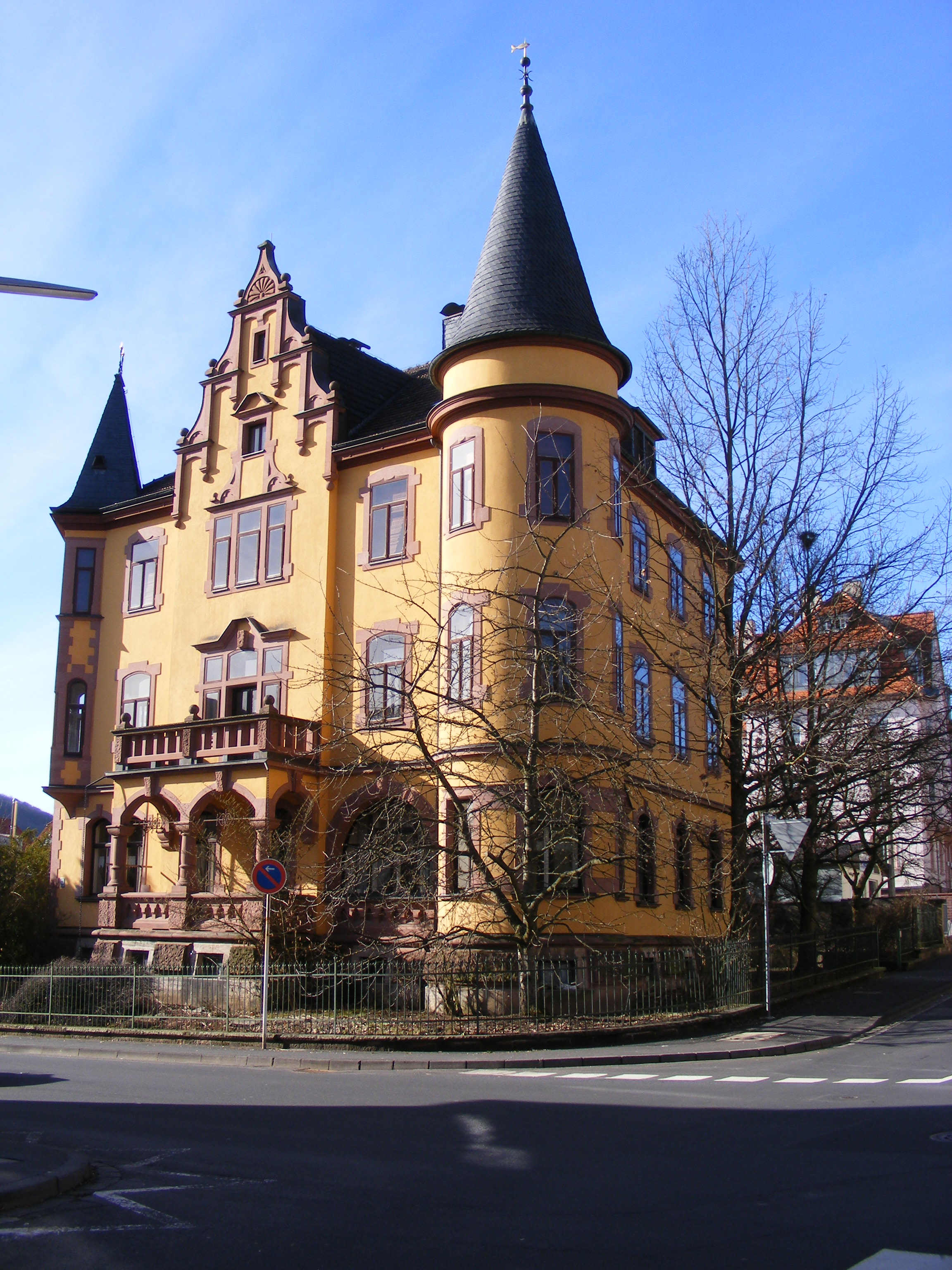
Erhardstraße 21 in Bad Kissingen

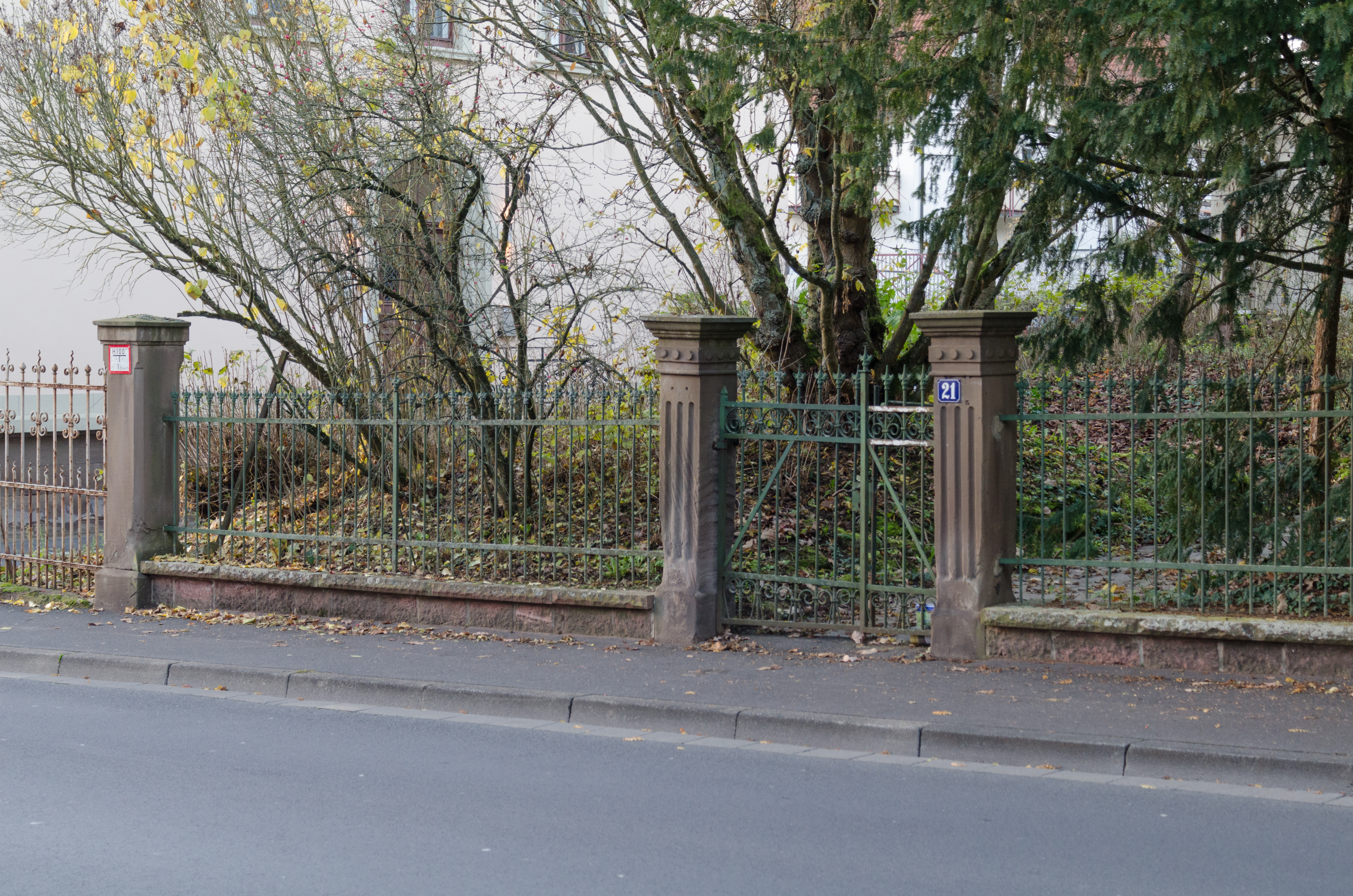
Erhardstraße 21 (Einfriedung)

Das Gebäude Erhardstraße 21 in der Erhardstraße in Bad Kissingen, der Großen Kreisstadt des unterfränkischen Landkreises Bad Kissingen, gehört zu den Bad Kissinger Baudenkmälern und ist unter der Nummer D-6-72-114-285 in der Bayerischen Denkmalliste registriert.

## Geschichte
Die dreigeschossige Mietvilla entstand im Jahr 1902 unter Architekt Kiesel als Walmdachbau. Das Anwesen ist im Sinne des Historismus gestaltet, der sich im schlossartigen Aussehen des Anwesens äußert. Die hier im Sinne des Historismus angewandten Einzelelemente folgen einer stark vereinfachten deutschen Neorenaissance und äußern sich in dem Anwesen durch die Anwendung des Mittelrisalits mit Ziergiebel und Rotsandsteingliederung, des Söllers, des Eckturms mit Kegeldach sowie des Eckerkers.
Zu der Villa gehört die zeitgleich entstandene Vorgarteneinfriedung in Form von Hoftorpfeiler und Gusseisenzaun.
Während der Zeit des Nationalsozialismus gehörte das Haus dem jüdischen Pferdehändler Lazarus Frank. Ende Oktober 1939 wurde Mitmieter Zwick von Mitmieter Karl H. bei seinem Vorgesetzten Ernst Puchtler, dem Direktor der Bad Kissinger Oberrealschule, denunziert. Zweck der Denunzierung war anscheinend, über Puchtler eine Maßregelung, Versetzung oder Entlassung durch das Kultusministerium zu erreichen. Puchtler besprach zwar mit Zwick das Thema, sah aber von weiteren Maßnahmen ab. Am 18. und 19. April 1940 führte die Würzburger Gestapo umfangreiche Verhöre in der Angelegenheit durch, wobei auch Lily H., die Ehefrau von Karl. H., sowie Mitmieter Licurgo d. F. denunzierende Aussagen machten. Lazarus Frank bestätigte, dass sich eine Freundschaft zwischen den Familien Frank und Zwick entwickelt habe. Hermine Zwick hingegen sagte zum Schutz ihrer Familie aus, die Kontakte zu Lazarus Frank seien über das übliche Mietverhältnis nicht hinausgegangen. Hermine Zwick wurde verhaftet und in das Hammelburger Gerichtsgefängnis gebracht. Das Untersuchungsverfahren gegen sie wurde eingestellt; nach drei Wochen Gefängnis wurde sie aus der Haft entlassen. Das inzwischen informierte Kultusministerium unternahm keine weiteren Maßnahmen.
Während der NS-Zeit waren die drei jüdischen Bewohner des Anwesens von Verfolgung betroffen. Lazarus Frank wurde 1942 in das Konzentrationslager Theresienstadt deportiert, wo er starb; seine Frau Clara Frank hatte sich bereits 1936 aus Verzweiflung über die antisemitischen Geschehnisse das Leben genommen. Babette Bauer, Haushaltshilfe der Familie Frank, starb im Ghetto Izbica. An sie erinnern drei vor dem Anwesen befindliche Stolpersteine.

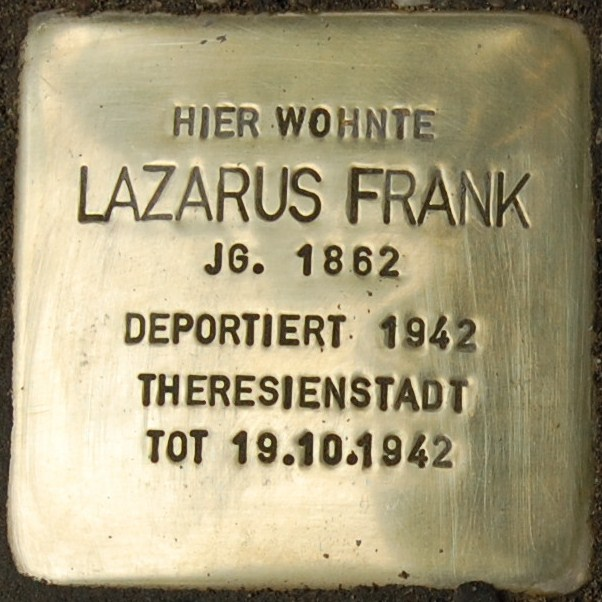
Stolperstein für Lazarus Frank
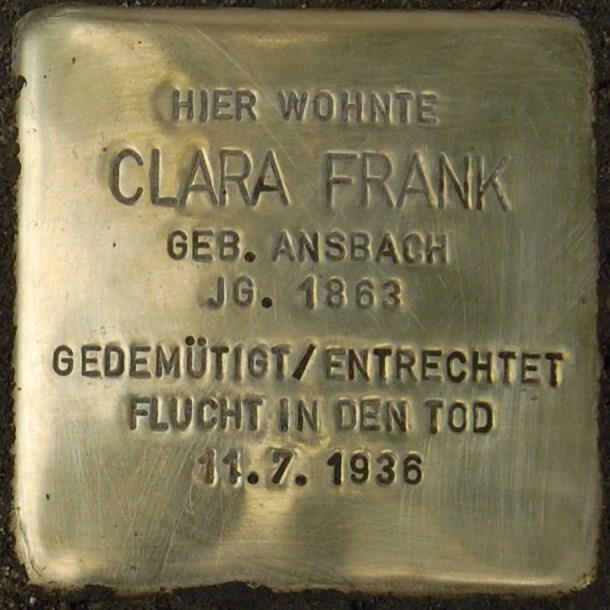
Stolperstein für Clara Frank
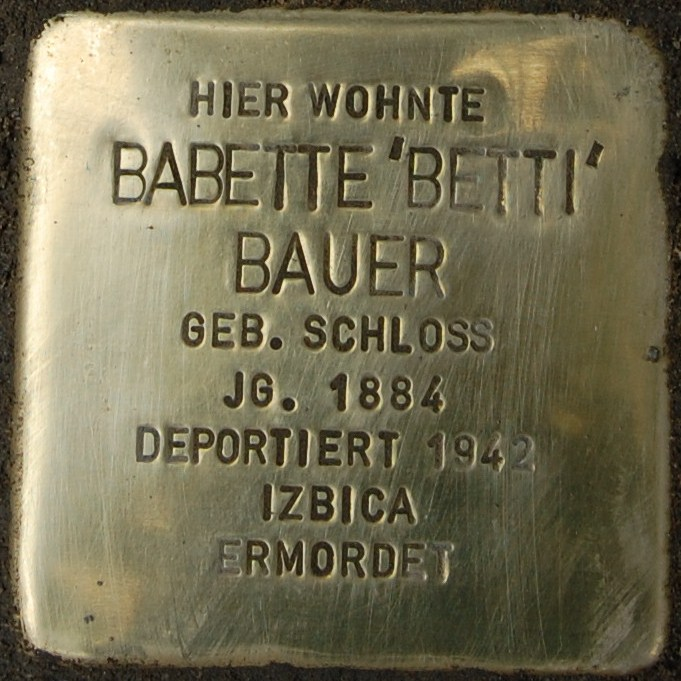
Stolperstein für Babette Bauer